# Stok Kangri
L'Stok Kangri és la muntanya més alta a la serralada de Stok a l'Himàlaia a la regió de Ladakh del nord-oest de l'Índia, amb una alçada de 6.153 metres. El pic està situat al Parc Nacional d'Hemis, 12 quilòmetres al sud-oest de l'inici del camí a 3.610 metres en el llogaret de Stok i al voltant de 15 quilòmetres al sud-oest de la capital ladakhi de Leh.
Malgrat la seva altitud, l'Stok Kangri és un pic popular de trekking i és sovint escalat com una incursió inicial no tècnica en el muntanyisme d'alta altitud. No obstant això, l'Stok Kangri és molt sovint subestimat pel seu nivell de dificultat i en particular la necessitat d'aclimatar abans i durant l'ascensió.
A finals de juliol i agost, tot excepte la part superior del bec estava lliure de neu. Les dades de l'elevació van ser verificats per les lectures del GPS a partir d'11 satèl·lits en la cimera durant una expedició conjunta del Nepal i Estats Units de finals de juliol de 2007 que va trobar una coberta de neu a partir del 85% de l'escalada final de quatre hores, de quatre quilòmetres, i que cobria 900 metres.

## Ascensió
L'Stok Kangri ha guanyat en els últims anys una enorme popularitat entre els trekkers i muntanyencs novells causa de la naturalesa no tècnica del seu ascens. Malgrat la seva relativa facilitat, el pic de 6.000 metres presenta els reptes habituals d'una expedició de muntanyisme. L'aclimatació a Leh, especialment per a aquells que volen des de Delhi, abans d'intentar l'ascens i la aclimatació d'altitud durant la caminada és essencial. El major obstacle a aquests altituds és l'aire congelat, que pot donar mal de cap agut, nàusees i altres símptomes del mal d'altura fins i tot als escaladors aptes cap a la darrera etapa d'escalar el pic.
La jornada per arribar al cim dura de 12 a 14 hores, ascendint a més de 1.000 metres del campament base de l'Stok Kangri (4.980 metres) fins a la cimera. El camí més curt al pic (sovint utilitzat per al descens) és al llarg de la vall d'Stok, seguint per l'Stok Chu al poble de Stok. El paisatge de pasturatge d'aquesta vall, especialment prop del poble, va ser devastat per les inundacions de Leh de 2010, les més severes en dècades.